# Dêrong
Dêrong (en tibetano: སྡེ་རོང, wylie: sde-rong, ZWPY: Dêrong, en chino, 得荣; pinyin, Déróng) es un condado  bajo la administración directa de la Prefectura Garzê en la Provincia de Sichuan, República Popular China.  Su área es de 2913 km² y su población total para 2010 superó los 26 mil habitantes. 

## Administración
Desde julio de 2020, el  Condado Dêrong se divide en 10 pueblos que se administran en  4 poblados y 6 villas.

## Toponimia
Dêrong significa "cañón" en tibetano, recibe ese nombre porque está ubicado en la zona agrícola de un cañón. Anteriormente fue transliterado al chino como Delong (德隆), esto se debe a la dificultad que tienen los sinohablantes de reproducir algunos sonidos como el caso de la "R" que tienden a cambiar por la "L". En 1913 se decidió cambiar Long (隆) por Rong (荣) para mantener sus raices étnicas.